# Муніципалітет Афіни
Муніципалітет Афіни (Атени) — найбільший за населенням дім Греції, в периферії Аттика. Включає історичний центр Афін та 7 муніципальних районів. Станом на 2001 рік тут мешкало 745 514 осіб.
За введеною в дію Програмою «Каллікратіс» збережено поділ міста на 7 муніципальних районів. також від 1 січня 2011 року приступив до своїх повноважень новий дімарх Афін Йоргос Камініс.

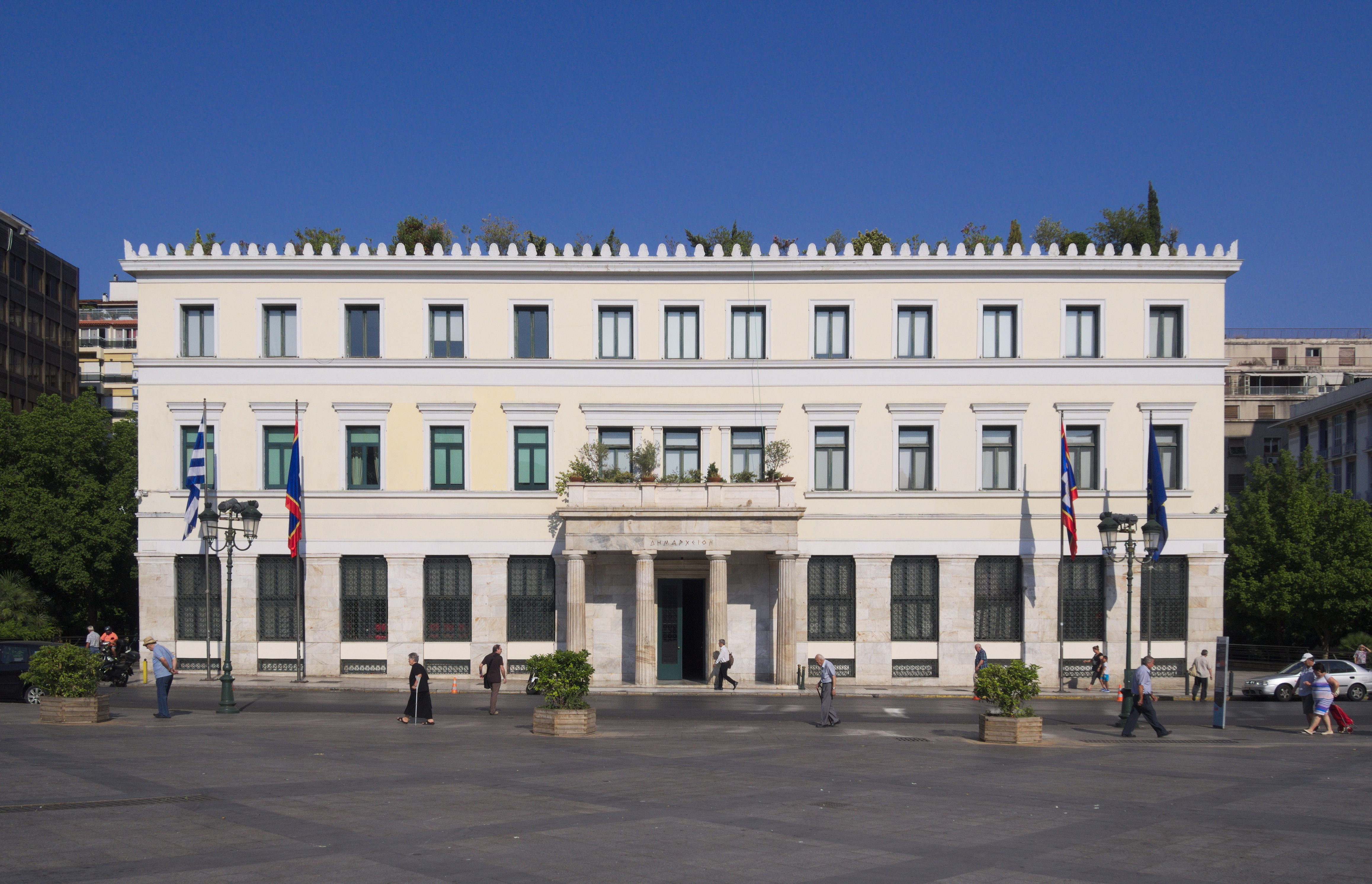
Дімархія Афін, площа Котзія

## Населення
| Рік  | Населення | Приріст          | Густота      |
| ---- | --------- | ---------------- | ------------ |
| 1961 | 627 564   | —                | 16 106,3/км² |
| 1971 | 867 023   | +239 459/+38,16% | 22 251,9/км² |
| 1981 | 885 737   | +18 714/+2,16%   | 22 732,2/км² |
| 1991 | 772 072   | −113 665/-12,83% | 19 815,0/км² |
| 2001 | 745 514   | −26 558/-3,44%   | 19 133,4/км² |

## Муніципальні райони

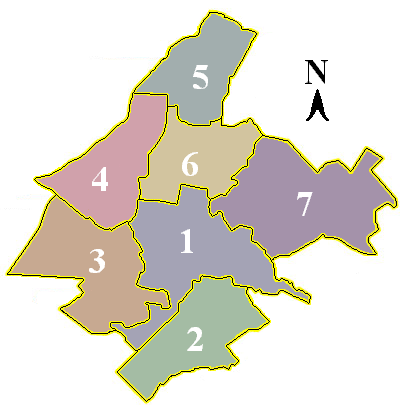
Муніципальні райони Афін

- Перший район включає в себе історичний центр Афін і, так званий, трикутник торгівлі Стадіо-Омонія-Плака. Населення за переписом 2001 року: 97 570.
- Другий район має у своєму складі південно-східні райони міста, від району Неос-Космос до Стадіо. Населення за переписом 2001 року: 110 069.
- Третій район включає південно-західні околиці Астероскопіо-Петралона-Тісіо. Населення за переписом 2001 року: 48 305.
- Четвертий район включає західні райони Колонос, Академія Платона, Сеполія до Патісії. Населення за переписом 2001 року: 87672.
- П'ятий муніципальний район включає північно-західні роколиці до Пробонас. Населення за переписом 2001 року: 95 234.
- Шостий район охоплює північні і центральні райони Патісія, Кіпселі. Населення за переписом 2001 року: 147 181.
- До складу Сьомого району входять північно-східні околиці Абелокіпі, Ерітрос-Ставрос, Полігоно тощо. Населення за переписом 2001 року: 159 483.

## Історія муніципалітету

### 1833—1912 роки
Муніципалітет Афіни — один з найстаріших у Греції. Заснований із введенням адміністративного поділу 1833 року, став одним із 8 міст, на які первісно поділялася провінція Аттика. 1840 року до складу муніципалітету доєднався скасований муніципалітет Амаріссіас, оскільки вже в цей час Афіни почали розширятися і все більше нагадували теперішню агломерацію Великих Афін. Муніципалітет Амаріссіас відновили 1850 року, однак вже 1853 року він знову увійшов до муніципалітету Афіни.

### 1912—1927 роки
Після адміністративної реформи 1912 року муніципалітет Афіни ще більше розширився. Спочатку приєдналися посалення Трахоні, Кукуваунес (нині Метаморфосі), Брахамі (нині Айос-Дімітріос), Іракліо, Амарусі, Неа-Ліосія (нині Іліо), Каррас, Кіфісія, Палео-Фаліро і Халандрі. 1915 року до складу муніципалітет також увійшло поселення Каматеро, яке раніше належало муніципалітету Ахарнес.
1920 року в межах муніципалітету Афіни опинилися нові поселення: Вуліагмені, Вула, Геракас, Хасані, Кесаріані, Айос Іоанніс Рентіс, Психіко, Ая-Варвара, Тзітзіфіс, Мосхато, Куцікарі (нині Корідаллос), Галаці, Пікродафні, Пірітідопііо (нині Егалео), Перістері, Пентелі, Ая-Елеуса, Хаїдарі, Гліфада, Калогреза, Каціподі, Аналатос, Скарамангас, Дафні, Айос-Космас і Парангес.
Однак зі стрімкою урбанізацією та розростанням поселень вже 1925 року із муніципалітету починають виокремлюватись окремі муніципалітети. Першими виділились поселення Каллітея, Іракліо, Марусі, Неа-Ліосія, Айос Іоанніс Рентіс, Брахамі, Палео-Фаліро, Халандрі, Кіфісія і Мосхато, які сформували однойменні діми. Також окремі поселення Тзітзіфіс увійшло до складу муніципалітету Нео-Фаліро, поселення Ая-Варвара, Каціподі (нині Дафні), Гліфада і Айос-Космас стали частиною муніципалітету Брахамі, Ая-Елеуса — муніципалітету Каллітея.

### 1928-нині
1928 року в межах муніципалітету Афіни перебували Віронас, Неа-Іонія, Неа-Сфагія (нині Таврос) Оморфі-Екклісія і Неа-Філадельфія. Серед цих поселень Віронас, Неа-Іонія, Неа-Філадельфія і Неа-Сфагія стали окремими дімами 1933 року. Того самого року із Кукуваунес (нині Метаморфосі) виокремили муніципаллітети Калогреза, Кесаріані, Перістері, Каматеро та Іміттос.
В подальшому статус окремих муніципалітетів отримали Неа-Кідонія, Ктіма-Александру-Лумі, Скарамангас, Неес-Фокіес, Ая-Варвара, Ая-Елеуса, Сотиракі, Дафні і Хаїдарі. Останнім 1954 року виокремився дім Галаці.

## Муніципальні вибори
2010 року на муніципальних виборах в першому турі 7 листопада перше місце посів Нікітас Какламаніс, що набрав 34.97% голосів виборців, за ним слідував Йоргос Камініс із 28.38%. Однак у другому турі 14 листопада дімархом Афін обраний Йоргос Камініс, який здобув 51.95% голосів проти 48.05% свого головного опонента Нікітаса Какламаніса, колишнього мера Афін.
| Кандидат — Підтримка партій                                                    | %, 1 тур | Голосів, 1 тур | %, 2 тур | Голосів, 2 тур | Місць в Раді |
| ------------------------------------------------------------------------------ | -------- | -------------- | -------- | -------------- | ------------ |
| Йоргос Камініс/ΔΙΚΑΙΩΜΑ ΣΤΗΝ ΠΟΛΗ (ПАСОК / Демократичні ліві / Екологи-зелені) | 28,38    | 54.636         | 51,95    | 77.165         | 29           |
| Нікітас Какламаніс/ ΑΘΗΝΑ ΠΟΛΗ ΤΗΣ ΖΩΗΣ ΜΑΣ (Нова Демократія / ЛАОС)           | 34,97    | 67.576         | 48,05    | 71.366         | 11           |
| Нікос Софіанос / ΛΑΪΚΗ ΣΥΣΠΕΙΡΩΣΗ ΑΘΗΝΑΣ (Комуністична партія Греції)          | 13,73    | 26.555         |          |                | 3            |
| Йоргос Амірас/ΕΠΙΜΕΝΟΥΜΕ ΑΘΗΝΑ (незалежний кандидат)                           | 7,37     | 14.237         |          |                | 2            |
| Елені Порталіу/ΑΝΟΙΧΤΗ ΠΟΛΗ (Коаліція радикальних лівих)                       | 5,79     | 11.204         |          |                | 2            |
| Нікос Міхалоліакіс/ΕΛΛΗΝΙΚΗ ΑΥΓΗ ΓΙΑ ΤΗΝ ΑΘΗΝΑ (Хрісі Авгі)                    | 5,26     | 10.222         |          |                | 1            |
| Петрос Константіну/ΑΝΤΑΡΣΙΑ ΣΤΙΣ ΓΕΙΤΟΝΙΕΣ ΤΗΣ ΑΘΗΝΑΣ (ΑΝΤΑΡΣΥΑ)               | 2,84     | 5.548          |          |                | 1            |
| Міхаіл Іліадіс/ΚΟΙΝΩΝΙΑ ΤΩΝ ΑΘΗΝΩΝ                                             | 1,66     | 3.251          |          |                |              |